# Фессхаи, Александр
Александр Фессхаи Бераки (швед. Alexander Fesshaie Beraki; род. 29 февраля 2004, Сольна, Стокгольм) — шведский футболист, нападающий АИК.

## Клубная карьера
Начал заниматься футболом в клубе «Сундбюберг» в возрасте четырёх лет, откуда затем перешёл в «Апполон Сольна». В 2017 году попал в академию АИК, где выступал за команды различных возрастов. В составе юношеской команды клуба становился победителем юношеского чемпионата Швеции в 2021 году. Перед сезоном 2022 года стал привлекаться к тренировкам с основной командой. 18 октября 2022 года  заключил с клубом первый профессиональный контракт, рассчитанный на пять лет. 2 апреля 2023 года во встрече первого тура нового сезона с «Хальмстадом» дебютировал в чемпионате Швеции, выйдя в стартовом составе.

## Карьера в сборной
7 октября 2021 года провёл единственный матч за сборную Швеции до 19 лет против Австрии.

## Клубная статистика
| Выступление      | Выступление      | Выступление      | Лига | Лига | Кубки | Кубки | Конт. кубки | Конт. кубки | Итого | Итого |
| Клуб             | Лига             | Сезон            | Игры | Голы | Игры  | Голы  | Игры        | Голы        | Игры  | Голы  |
| ---------------- | ---------------- | ---------------- | ---- | ---- | ----- | ----- | ----------- | ----------- | ----- | ----- |
| АИК              | Алльсвенскан     | 2023             | 1    | 0    | 1     | 0     | 0           | 0           | 2     | 0     |
| АИК              | Итого            | Итого            | 1    | 0    | 1     | 0     | 0           | 0           | 2     | 0     |
| Всего за карьеру | Всего за карьеру | Всего за карьеру | 1    | 0    | 1     | 0     | 0           | 0           | 2     | 0     |